# تشارلي فاوست
تشارلي فاوست (بالإنجليزية: Charlie Faust)‏ هو لاعب كرة قاعدة أمريكي، ولد في 9 أكتوبر 1880 في ماريون في الولايات المتحدة، وتوفي في 18 يونيو 1915 في ستيلاكوم في الولايات المتحدة بسبب سل.

## وصلات خارجية
- تشارلي فاوست على موقعبيزبول رفرنس.كوم (الدوري الرئيسي) (الإنجليزية)
- تشارلي فاوست على موقع جمعية أبحاث البيسبول الأمريكية (الإنجليزية)